# Cahuachi
Cahuachi, in Perù, fu un centro cerimoniale della civiltà Nazca dal I fino al VI secolo, situato a circa 30 km., in direzione sud est, dall'attuale città di Nazca, sulla costa centrale del Perù, all'interno della conca idrografica del fiume Rio Grande de Nazca, vicino alle famose linee.
Il suo nome significa luogo dove vivono i vedenti.
L'archeologo italiano Giuseppe Orefici ha effettuato scavi sul sito per qualche decade, portando con sé una squadra ogni anno. Nel sito sono presenti oltre 40 monticelli sulla cui cima vi sono strutture fatte in adobe. Il sito è stato studiato anche da Helaine Silverman, che ha scritto un libro su Cahuachi.
Il sito archeologico di Cahuachi dista circa 30 km., in direzione sud est, dall'attuale cittadina di Nasca, situata sulla costa centrale del Perù, all'interno della conca idrografica del Rio Grande. L'ampia zona di scavo è ubicata sulla riva sinistra del Rio Nasca, corso d'acqua a carattere torrentizio il cui volume idrico dipende dalle piogge che cadono sui monti della sierra andina, fenomeno che condiziona gran parte della vita nell'ampia vallata. Per le sue caratteristiche peculiari, Cahuachi è stato definito un sito cerimoniale da W. Duncan Strong nel 1957, la sua funzione era non solo religiosa e rituale, ma anche direzionale e amministrativa. Da questo centro, tra il 350 a.C. e il 600 d.C., si irradiò la Cultura Nasca di cui si conoscono le belle ceramiche e i grandi geoglifi tracciati sul suolo ghiaioso della Pampa San José.

## La città

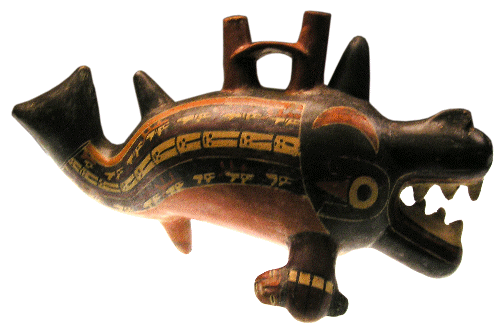
Ceramica nazca.

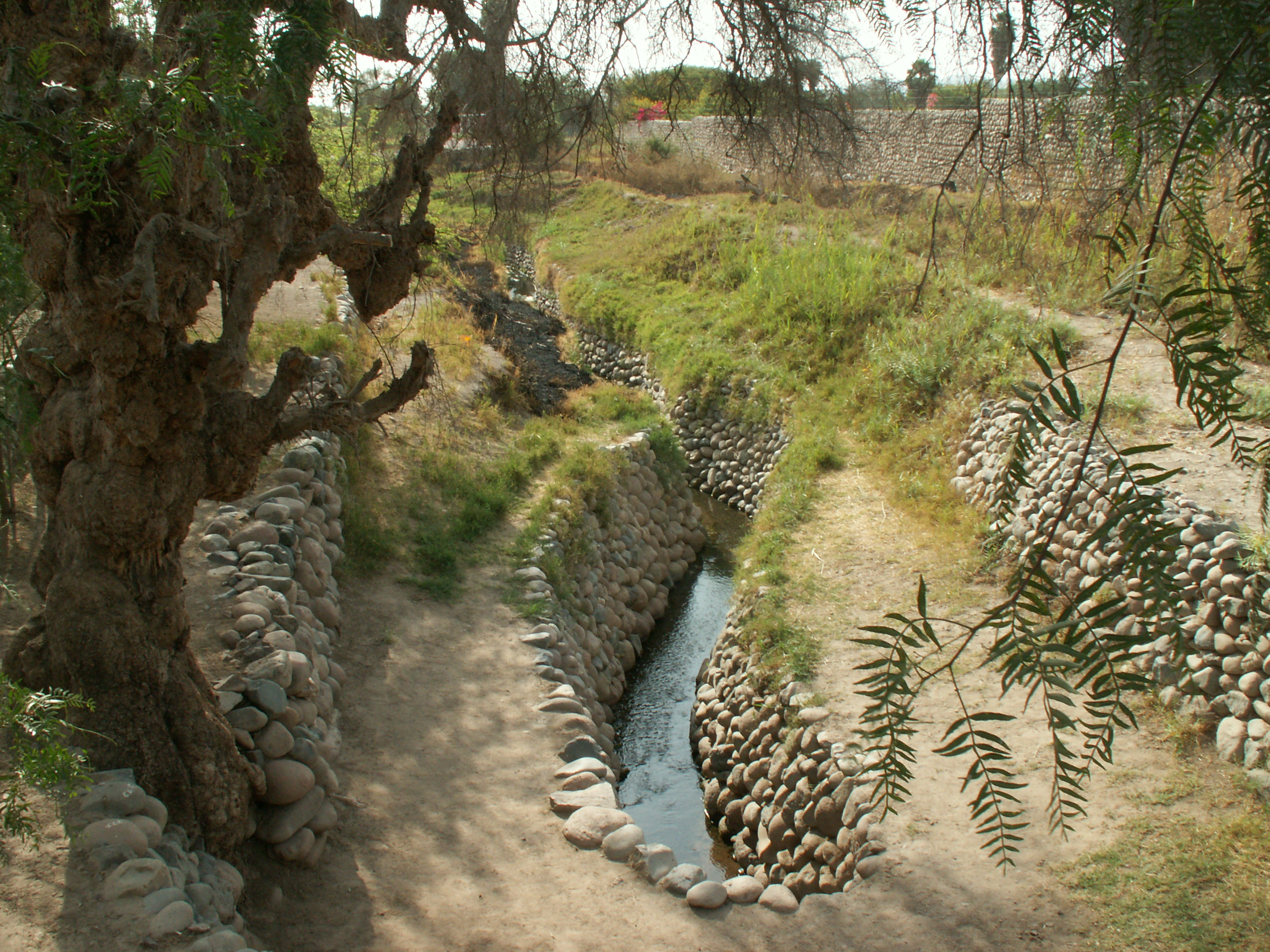
Canale di irrigazione nazca.

La città fu fondata prima della nascita della civiltà Nazca, durante il IV secolo a.C., e declinò attorno al 300 d.C., dopo l'invasione degli Huari.
La popolazione residente permanente era poca, perché Cahuachi fungeva principalmente da centro cerimoniale, per eventi che forse comprendevano le linee di Nazca e la duna gigante di sabbia (Cerro Blanco).
A sostegno della teoria riguardo alla funzione come luogo di peregrinaggio vi sono indizi archeologici.
Oltre al centro cerimoniale era presente anche una necropoli.
Il peggior problema riguardante il sito è rappresentato dal saccheggio. Molti dei siti funerari attorno a Cahuachi erano sconosciuti fino a poco tempo fa, offrendo quindi possibilità di ricchi bottini.

## Ritrovamenti
Le sue costruzioni erano di adobe a forma conica e raggiungevano i 24 km², diventando una delle zone urbane più grandi del mondo andino e la più importante della civiltà Nazca (400 a. C. - 400 d. C.)
I resti mostrano che i tetti, le porte e le finestre erano sostenuti con legno di guarango e che i telai dei tetti erano fatti con canne interlacciate e legate con corde di pelo di lama e cotone.
Fino ad ora sono stati scoperti 34 costruzioni all'interno della muraglia tra le quali sono degne di nota: 
- La Grande Piramide: ha 100 metri di lato e 28 di altezza ed è costituita da 7 livelli a scaloni; era il centro del culto cerimoniale.
- Il Tempio Scalonato: si è scoperto un muro di 5 metri di altezza e 25 di lunghezza, con iscrizioni e fregi.
- Monticelli: 40 monticelli con costruzioni di adobe.

Nella necropoli sono state aperte varie tombe dal contenuto intatto.

## Ultime tecnologie e ricerche
Nel 2008 N. Masini, E. Rizzo, R. Lasaponara e G. Orefici del Consiglio Nazionale delle Ricerche italiano, hanno scoperto la piramide analizzando immagini del satellite Quickbird, utilizzandolo per "penetrare" il suolo nei dintorni di Cahuachi. I ricercatori hanno investigato un'area di prova lungo il Rio Grande di Nazca, collezionando una serie di immagini infrarosse e multi-spettro ad alta risoluzione. Hanno poi ottimizzato i dati e con uno speciale algoritmo hanno ricavato una dettagliata visualizzazione di una piramide di oltre 9000 m² di area.